# Pseudarthria
Pseudarthria es un género de plantas con flores con 17 especies perteneciente a la familia Fabaceae.

## Especies
- Pseudarthria alba
- Pseudarthria capitata
- Pseudarthria confertiflora
- Pseudarthria cordata
- Pseudarthria crenata
- Pseudarthria densiflora
- Pseudarthria fagifolia
- Pseudarthria gracilis
- Pseudarthria gyrans
- Pseudarthria gyroides
- Pseudarthria hookeri
- Pseudarthria macrophylla
- Pseudarthria pilosa
- Pseudarthria polycarpa
- Pseudarthria robusta
- Pseudarthria timoriensis
- Pseudarthria viscida